# Luvia
Luvia è stata un comune finlandese di 3 359 abitanti (dato 2012), situato nella regione della Satakunta. Ultimo amministratore fu Kari Ojalahti.
Luvia è confluito dentro il comune di Eurajoki all'inizio del 2017.